# Ademaro d'Angoulême
Ademaro, conte di Poitiers, di Limoges e d'Angoulême (tra l'860 e l'865 – 2 aprile 930), fu conte di Poitiers dall'892 e conte di Limoges, dall'898, al 902. Dopo aver perso il Poitou ed il Limosino, di fatto, fu conte d'Angoulême, dal 916 sino al 926.

## Origine
Sia secondo il monaco e storico, Ademaro di Chabannes, che secondo il Chronicon sancti Maxentii Pictavensis, Chroniques des Eglises d'Anjou, Ademaro era il figlio del conte di Poitiers e poi conte d'Angouleme, Emenone e della moglie, che secondo alcune fonti era una robertingia, la figlia del conte di Blois, di Troyes e di Châteaudun, Oddone I di Troyes e di sua moglie, Guandilmoda (o Guandilmode), che compare assieme al marito in una donazione del marzo 849, mentre secondo altri era la sorella del duca di Guascogna, Sancho II, di nome Sancha.
Di Emenone non si conoscono gli ascendenti.

## Biografia
La morte di suo padre, Emenone, conte d'Angouleme, avvenne, 22 giugno 866, dopo uno scontro col cugino, Landrico, conte di Saintes, per il possesso del castello di Bouteville. Sempre, secondo il monaco e storico, Ademaro di Chabannes, Emenone morì, per le ferite procurategli da Landrico circa due anni dopo la morte del fratello Turpione. La morte lo colse a Runconia, otto giorni dopo aver ucciso Landrigo in combattimento, lasciando un figlio in tenera età, Ademaro. Emenone fu tumulato ad Angoulême, nell'abbazia del beato Eparchio.
Nella contea d'Angouleme a Emenone, sempre secondo il monaco e storico, Ademaro di Chabannes, succedette Vulgrino, per volere del Re dei Franchi Occidentali, Carlo il Calvo, che, venuto a conoscenza della morte di Emenone, nominò conte d'Angouleme e di Périgord il fratello di Ilduino di Saint-Denis, Vulgrino I.
Dopo la morte del padre, essendo ancora un bambino, fu accolto alla corte del nuovo conte d'Angoulême, Vulgrino I, che, secondo Alfred Richard, nel suo Histoire des Comtes de Poitou, tome I, lo trattò come se fosse uno dei suoi figli.
Nell'890, tentò di impadronirsi della contea di Poitiers, per spodestare il giovane conte, Ebalus il Bastardo, che riuscì a rifugiarsi ad Aurillac, che fu assediata inutilmente da Ademaro; dopo Ebalus il Bastardo si rifugiò in Alvernia, presso il suo tutore, il conte d'Alvernia, Guglielmo il Pio.
L'impresa gli riuscì circa due anni dopo, quando il re dei Franchi Occidentali, Oddone, nell'893, conquistò il Poitou, togliendolo a Ebalus di Aquitania e nominò suo fratello, RobertoRoberto conte di Poitiers. Ma Ademaro, che si aspettava di ottenere la contea per i servizi prestati ad Oddone, nell'estate di quello stesso anno, conquistò la città di Poitiers e si impadronì della contea. Il re dei Franchi occidentali, Oddone, dopo non molto tempo confermò la contea ad Ademaro.
Un documento dell'894 della storia della chiesa di Saint-Hilaire di Poitiers, certifica che la chiesa fu assegnata, dal re Oddone, al vescovo di Poitiers, su richiesta di Ademaro, che fu confermato dal re conte di Poitiers, nell'estate dell'895.
Nell'898, Ademaro fu insediato conte di Limoges. dal nuovo re dei Franchi Occidentali, Carlo il Semplice, che lo confermò anche conte di Poitiers.
Nel 902, però con l'aiuto del conte d'Alvernia, Guglielmo il Pio, Ebalus riuscì a riconquistare sia la contea di Poitiers che quella di Limoges e Ademaro fu costretto a rifugiarsi presso i cognati, il conte d'Angoulême, Alduino I ed il conte di Périgord Guglielmo I.
Dopo la morte del cognato, Alduino I, nel 916, sempre secondo Alfred Richard, nel suo Histoire des Comtes de Poitou, tome I, Ademaro divenne il tutore del nipote il conte d'Angoulême, Guglielmo Tagliaferro, e governò di fatto la contea.
La morte di Ademaro viene citata in varie cronache: il monaco e storico, Ademaro di Chabannes, che lo cita come conte di Poitiers, e dice che morì il 2 aprile e fu sepolto a Poitiers, nella Chiesa di Saint-Hilaire le Grand, così come il Chronicon Santi Maxentii Pictavinis; mentre il Chronicon Aquitanicum, cita la data di morte (2 aprile 930) ed il luogo di sepoltura del conte Ademaro, figlio di Emenone; secondo Alfred Richard, nel suo Histoire des Comtes de Poitou, tome I, Ademaro morì nel 926 e fu sepolto nella Chiesa di Saint-Hilaire le Grand a Poitiers, confermando che il rapporto tra Ademaro ed Ebalo si era normalizzato.

## Matrimonio e discendenza
La moglie di Ademaro era Sancha d'Angoulême (secondo il monaco e storico, Ademaro di Chabannes, morta il 4 aprile, senza precisare l'anno), figlia di Vulgrino I, conte d'Angouleme, e di Reginilde di Settimania. Del loro matrimonio vi sono testimonianze sia nelle cronache di Ademaro di Chabannes (Ademaro sposò Sancha, parente stretta di Alduino I e Guglielmo I e consanguinea di Bernardo I, conte di Perigord, che era figlio di Guglielmo I di Périgord, che nel Chronicon Santi Maxentii Pictavinis, dove si dice che Ademaro sposò Sancha, parente stretta di Alduino I e Guglielmo I, nel corso dell'893; anche Alfred Richard, nel suo Histoire des Comtes de Poitou, tome I, ricorda Sancha, che assieme al marito fece molte donazioni alla chiesa, dicendo, che dopo la sua morte, avvenuta ad Angoulême fu tumulata nell'Abbazia di San Cybard (Abbaye de Saint-Cybard), Angoulême.

Di Ademaro e Sancha non si conosce alcuna discendenza, come ci viene confermato, sia da Alfred Richard sia dal Chronicon Richardi Pictavensis.

### Fonti primarie
- (LA) Monumenta Germaniae Historica, tomus II. URL consultato il 30 marzo 2020 (archiviato dall'url originale il 10 aprile 2019)..
- (LA) Monumenta Germaniae Historica, tomus XVI. URL consultato il 30 marzo 2020 (archiviato dall'url originale il 26 agosto 2014)..
- (LA) Ademarus Engolismensis Historiarum (PDF)..
- (LA) Chronicon sancti Maxentii Pictavensis, Chroniques des Eglises d'Anjou..
- (LA) Chartes et documents pour servir à l'histoire de l'abbaye de Charroux..
- (LA) Recueil des historiens des Gaules et de la France. Tome 9..

### Letteratura storiografica
- (FR)  Alfred Richard,  Histoire des Comtes de Poitou., tome I.
- René Poupardin, I regni carolingi (840-918), in «Storia del mondo medievale», vol. II, 1979, pp. 583–635
- Louis Halphen, Francia: gli ultimi Carolingi e l'ascesa di Ugo Capeto (888-987), in «Storia del mondo medievale», vol. II, 1979, pp. 636–661
- Christian Settipani, La Préhistoire des Capétiens (Nouvelle histoire généalogique de l'auguste maison de France, vol. 1), éd. Patrick van Kerrebrouck, 1993